# The Journey and the Labyrinth
The Journey and the Labyrinth è un album dal vivo eseguito dal cantante britannico Sting in collaborazione con il musicista Edin Karamozov. È stato pubblicato dalla Deutsche Grammophon nel 2007.
L'album comprende un CD Audio registrato presso la chiesa dedicata a Luca evangelista a Londra, in allegato con un documentario in DVD che mostra filmati ed esibizioni varie presso la stessa chiesa.
Sting e Karamazov hanno collaborato anche all'album in studio Songs from the Labyrinth del 2006. Quest'ultimo disco dispone di materiale simile, principalmente composizioni di John Dowland. Tuttavia, a differenza dell'album dal vivo, l'album in studio non include alcuna composizione del ventesimo secolo.

## Tracce

### DVD
1. Come Again
2. Project Origin
3. Can She Excuse My Wrongs
4. The Lute and the Labyrinth
5. The Lowest Trees Have Tops
6. Flow My Tears (Lachrimae)
7. Dowland's Exile
8. Clear and Cloudy
9. Political Intrigue
10. Have You Seen the Bright Lily Grow
11. Weep You No More, Sad Fountains
12. Le Rossignol
13. Religion
14. Sting and the Lute
15. Come, Heavy Sleep
16. In Darkness Let Me Dwell
17. Choir Rehearsal
18. Fine Knacks for Ladies
19. Can She Excuse My Wrongs

### CD
1. Flow My Tears (Lachrimae) – 4:41
2. The Lowest Trees Have Tops – 2:25
3. Fantasy –  2:46
4. Come Again –  2:53
5. Have You Seen the Bright Lily Grow (testi di Ben Johnson) – 2:38
6. In Darkness Let Me Dwell – 4:05
7. Hellhound on My Trail (Robert Johnson) – 3:15
8. Message in a Bottle – 5:58